# Ocotea puberula
Ocotea puberula là một loài thực vật thuộc họ Lauraceae. Loài này có ở Argentina, Brasil, Guyane thuộc Pháp, Guyana, México, Peru, và Suriname.